# Hantos Elemér
Hantos Elemér, születési és 1898-ig használt nevén Hecht Elemér (Budapest,  1880. november 12. – Budapest, Erzsébetváros, 1942. július 28.) magyar közgazdász, államtitkár, egyetemi tanár, országgyűlési képviselő, ügyvéd. A közép-európai és páneurópai integráció egyik legfontosabb támogatója/előmozdítója volt a két háború közötti korszakban.

## Fiatalkora és tanulmányai
Hecht (később Hantos) Ignác és Schlesinger Terézia fiaként született 1880. november 12-én délután 1 1/2 órakor Budapesten. Miután a Soproni Evangélikus Líceumot elvégezte, Hantos jogot és politikatudományt tanult a Budapesti Egyetemen. Tanulmányait ezután Bécsben, Lipcsében, Párizsban, Cambridge-ben és Oxfordban folytatta, majd a Budapesti Egyetemen doktorált. Tanulmányai befejeztével rövid időn belül pénzügyi szakértővé vált Budapesten.

## Politikai és egyetemi pályafutása
Hantos Elemér politikai pályafutását 1910-ben kezdte, és a Nemzeti Munkapárt színeiben lett a Magyar Parlamentnek tagja. Az I. világháború idején Hantos az Osztrák-Magyar háborús közpénzügyekről számos könyvet publikált. Pénzügyi szakértelmének köszönhetően lett a Magyar Kereskedelmi Minisztérium államtitkára 1917-ben. A Magyar Kormány képviseletében vett részt a Németország és Ausztria-Magyarország közötti vámunióval kapcsolatosan folytatott tárgyalásokon. 1918-ban nevezték ki Hantost a Postatakarékpénztár elnökének, amely az Osztrák-Magyar Monarchia felbomlása után rövid ideig magyar központi bankként működött. Politikai pályafutásával párhuzamosan, 1917-ben kezdett Hantos a Budapesti Egyetemen pénzügyet tanítani.
Az Osztrák-Magyar Monarchia felbomlása után Hantos elhagyta magyarországi politikai pályáját és Közép-Európa integrációjának elősegítésére koncentrált. Hantos 1924-ben lett a Nemzetek Szövetségének gazdasági bizottságának szakértője, ahol Közép-Európa gazdasági problémáira koncentrált. Hantos számos könyvet publikált, valamint Közép-Európa gazdasági helyzetével foglalkozó konferenciákat rendezett, támogatva Közép-Európa integrációját a két háború közötti időszakban. 1931. március 17-én Budapesten, a Terézvárosban feleségül vette a nála 12 évvel fiatalabb Wolfner Karolinát, Wolfner Nándor és Levy Margit lányát.

## Közép-Európa
A két háború közötti időszakban a Saint-Germain-en-Laye-i és a trianoni békeszerződés által létrehozott új határok akadályozták a gazdasági kereskedelmet Közép-Európában. A helyzet orvoslása érdekében Hantos Elemér az Osztrák-Magyar Monarchia gazdasági térségét kívánta feléleszteni, pontosabban az utódállamok új határáig érő gazdasági térséget akart létrehozni a háború előtti politikai rend visszaállítása nélkül.
Ennek a közép-európai integráció gondolatnak az előmozdítása érdekében Hantos Elemér 1925-ben Julius Meinl-lal együtt Bécsben rendezte az első Közép-Európai Gazdasági Konferenciát. A Közép-Európai Konferenciákon belül két különböző Közép-Európa vízió szembesült egymással: Miközben Hantos Elemér és követői az Osztrák-Magyar Monarchia utódállamainak gazdasági közeledését támogatták, a német és néhány osztrák képviselő ellenezte Németország kizárását a közép-európai gazdasági térségből. Mivel az 1920-as évek végén a német elképzelés egyre dominánsabb lett a Közép-Európai Gazdasági Konferencián, Hantos Elemér a Közép-Európai Konferencia alternatívájaként a Közép-Európai Intézetek megalapítása mellett döntött Bécsben (1929. január), Brünn-ben (1929. szeptember) és Budapesten (1930. május), valamint Genfben megalapította a Közép-Európai Kutatási Intézetet (Centre d’études de l’Europe centrale).

## Páneurópa
Hantos Elemér a Richard Coudenhove-Kalergi által létrehozott Nemzetközi Páneurópa Unió Magyar szekciójának is alapító tagja volt, emellett számos páneurópai konferencián vett részt, támogatva a páneurópai unió gazdasági programjának kidolgozását, miközben Közép-Európát a páneurópai vita központjába helyezte. Hantos Elemér véleménye szerint Közép-Európa létrejötte elengedhetetlen lépés lett volna Páneurópa megvalósítása felé.

## Válogatott publikációk
Magyar
- Hantos, Elemér: A monarchia pénzügyi harckészültsége, mozgósítása és hadviselése. Budapest : Grill,  1914. Online
- Hantos Elemér: A világháború gazdasági és pénzügyi hatásai. Budapest, 1915.
- Hantos Elemér, A pénz problémája Közép-Európában, Budapest : Tébe, 1925.
- Hantos Elemér, Magyarország gazdasági integritása, Budapest : Athenaeum, 1932.

Német
- Hantos Elemér, Die Zukunft des Geldes, Stuttgart : F. Enke, 1921. Online
- Hantos Elemér, Das Geldproblem in Mitteleuropa, Jena : G. Fischer, 1925.
- Hantos Elemér, Die Handelspolitik in Mitteleuropa, Jena : G. Fischer, 1925.
- Hantos Elemér, Das Kulturproblem in Mitteleuropa, Stuttgart : F. Enke, 1926.
- Hantos Elemér, Europäischer Zollverein und mitteleuropäische Wirtschaftsgemeinschaft, Berlin : Organisation Verlagsgesellschaft (S. Hirzel), 1928.
- Hantos Elemér: Die Kooperation der Notenbanken. J. C. B. Mohr (Paul Siebeck), Tübingen, 1931.
- Hantos Elemér, Der Weg zum neuen Mitteleuropa, Berlin : Mitteleuropa-Verlag, 1933.
- Hantos Elemér, Die Neuordnung des Donauraumes, Berlin : C. Heymann/ Wien : Österreichischer Wirtschaftsverlag (Payer & Co.), 1935.

## Bibliográfia
- Godeffroy Gabriel, « Entre Mitteleuropa et Paneuropa : le projet d’Elemér Hantos dans l’entre-deux-guerres », Bulletin de l'Institut Pierre Renouvin, vol. 43, 2016, p. 63–74. (URL : http://www.cairn.info/revue-bulletin-de-l-institut-pierre-renouvin-2016-1-page-63.htm)
- Hantos Elemér Jr., « Biography of Dr. Elemér Hantos: Father of the European idea », Dr. Elemér Hantos Prize (URL : https://web.archive.org/web/20171107133121/http://www.hantosprize.org/biography.htm)
- Müller Nils, « Die Wirtschaft als “Brücke der Politik”: Elemér Hantos’ wirtschaftspolitisches Programm in den 1920er und 1930er Jahren », in: Sachse, Carola (éd.), « Mitteleuropa » und « Südosteuropa » als Planungsraum: Wirtschafts- und kulturpolitische Expertisen im Zeitalter der Weltkriege, Göttingen : Wallstein Verlag, 2010, p. 87–114.
- Németh István, « Die mitteleuropäische Alternative von Elemér Hantos in den 1920er und 1930er Jahren »  in: Duchhardt, Heinz/ Németh, István, Der Europa-Gedanke in Ungarn und Deutschland in der Zwischenkriegszeit, Mainz : von Zabern, 2005, p. 71–98.
- Pallai László: A közép-európai egységtörekvések egy elfeledett magyar képviselője: Hantos Elemér. Debreceni Szemle, 1996/4, 581–590. o.
- Zsugyel János: Hantos Elemér útja a nagytérgazdaság eszméjétől a közép-európai országok átfogó együttműködésének gondolatáig, in: Polgári Szemle, 2009/6. sz.V https://polgariszemle.hu/archivum/50-2009-december-5-evfolyam-6-szam/360-hantos-elemer-utja-a-nagytergazdasag-eszmejetol-a-koezep-europai-orszagok-atfogo-egyuettmukoedesenek-gondolataig Archiválva 2020. december 2-i dátummal a Wayback Machine-ben